# Peccati di giovani mogli
Peccati di giovani mogli è un film pornografico del 1981, diretto da Angelo Valery (alias di Angelo Pannacciò), avente anche i titoli alternativi I peccati di una giovane moglie e Le regine.

## Produzione
La pellicola contiene al suo interno scene provenienti da altri due film diretti da Pannacciò: Luce rossa e Un brivido di piacere.